# Grube Rhonard
Grube Rhonard ist ein Ortsteil der Kreisstadt Olpe im Sauerland und hat sieben Einwohner.

## Geographie
Der Ort befindet sich östlich von Olpe. Der Name rührt vom Bergbau am Rhonarderzug her.